# Jerzy Płatowicz-Płachta

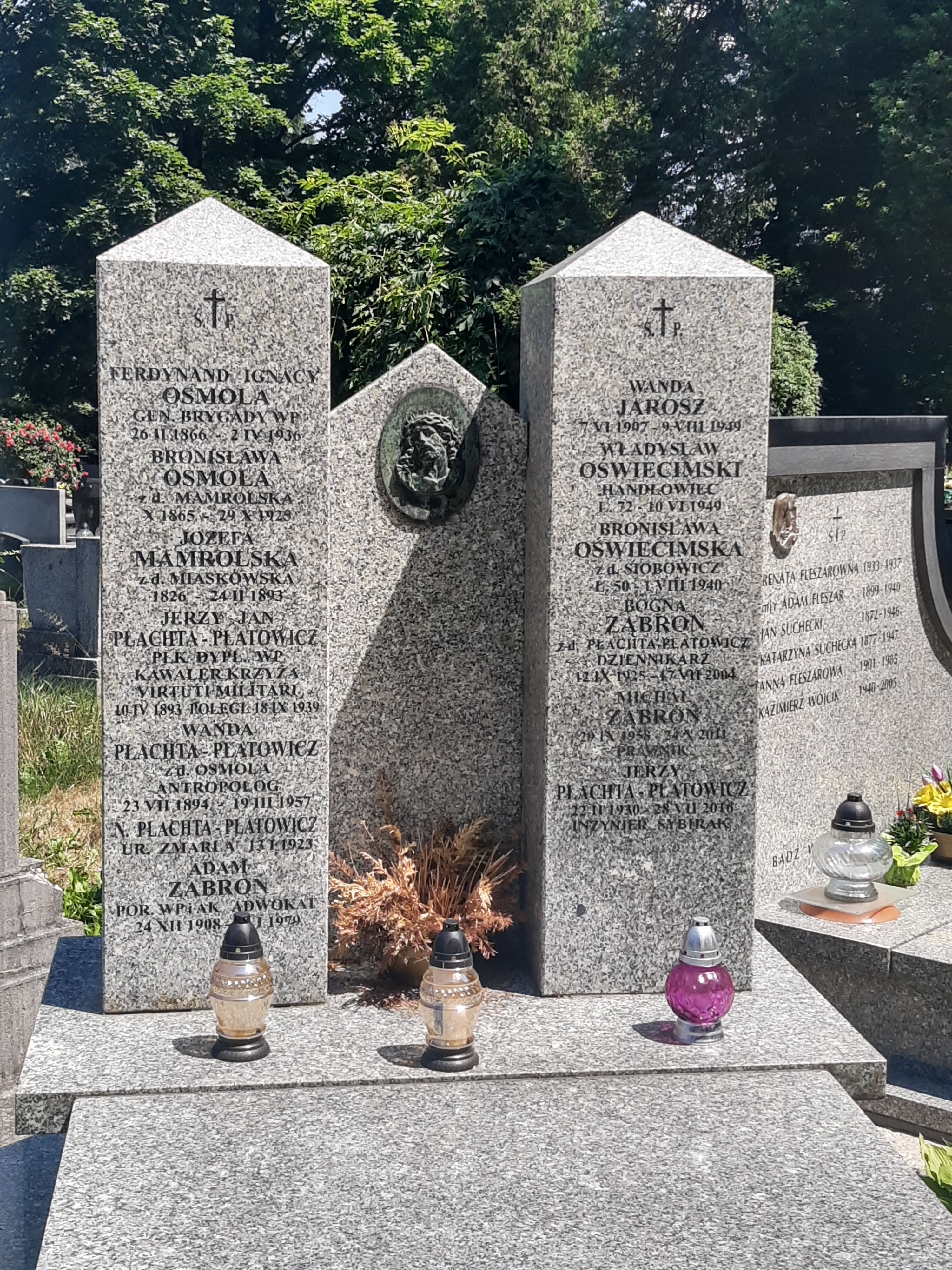
Grób gen. Ferdynanda Osmoli i płka Jerzego Płatowicza-Płachty

Jerzy Jan Płatowicz-Płachta (ur. 10 kwietnia 1893 w Sadkowej Górze, zm. 18 września 1939 pod Janowem) – pułkownik dyplomowany piechoty Wojska Polskiego, działacz niepodległościowy, kawaler Orderu Virtuti Militari.

## Życiorys
Urodził się 10 kwietnia 1893 w Sadkowej Górze, w ówczesnym powiecie mieleckim Królestwa Galicji i Lodomerii, w rodzinie Ludwika i Marii z Chlebowskich. W latach 1905–1908 był uczniem Gimnazjum Państwowego w Podgórzu .
W czasie wojny z bolszewikami wyróżnił się dowodząc batalionem pod Hnilicami oraz 5 września 1920 jako adiutant XXVI Brygady Piechoty w walce pod Werbkowicami. 14 lipca 1921 dowódca brygady pułkownik Józef Becker sporządził wniosek o odznaczenie go Orderem Virtuti Militari.
3 maja 1922 został zweryfikowany w stopniu kapitana ze starszeństwem z 1 czerwca 1919 i 402. lokatą w korpusie oficerów piechoty, a jego oddziałem macierzystym był nadal 45 pp. Później został przeniesiony do 60 Pułku Piechoty Wielkopolskiej w Ostrowie Wielkopolskim na stanowisko pełniącego obowiązki dowódcy I batalionu. 31 marca 1924 został mianowany majorem ze starszeństwem z 1 lipca 1923 i 116. lokatą w korpusie oficerów piechoty. 1 listopada 1924 został przydzielony do Wyższej Szkoły Wojennej w Warszawie, w charakterze słuchacza Kursu 1924–1926. 11 października 1926, po ukończeniu kursu i otrzymaniu dyplomu naukowego oficera Sztabu Generalnego, został przydzielony do Dowództwa Okręgu Korpusu Nr V w Krakowie. W czerwcu 1927 został przydzielony do 23 Dywizji Piechoty w Katowicach na stanowisko szefa sztabu. W grudniu 1929 został przydzielony do Dowództwa Okręgu Korpusu Nr VII w Poznaniu na stanowisko szefa oddziału. We wrześniu 1930 został przeniesiony do 16 Pułku Piechoty w Tarnowie na stanowisko zastępcy dowódcy pułku. 4 lipca 1932 został przydzielony do składu osobowego inspektora armii gen. dyw. Mieczysława Norwid-Neugebauera w Toruniu na stanowisko II oficera sztabu. 17 stycznia 1933 został mianowany podpułkownikiem ze starszeństwem z 1 stycznia 1933 i 2. lokatą w korpusie oficerów piechoty. W 1934 został przesunięty na stanowisko I oficera sztabu. W kwietniu 1936 został przeniesiony do Korpusu Ochrony Pogranicza na stanowisko dowódcy Pułku KOP „Czortków” w Czortkowie. Z dniem 1 lutego 1937 został mianowany dowódcą Pułku KOP „Sarny”. Na stopień pułkownika został mianowany ze starszeństwem z 19 marca 1939 i 18. lokatą w korpusie oficerów piechoty. Na początku września 1939 objął dowództwo rezerwowego 97 Pułku Piechoty. Na jego czele walczył w kampanii wrześniowej. Poległ 18 września 1939 pod Janowem. Pochowany na Cmentarzu Wojskowym przy ul. Prandoty w Krakowie (kwatera 8 woj.-narożnik płd.-zach.). 

## Ordery i odznaczenia
- Krzyż Srebrny Orderu Wojskowego Virtuti Militari nr 4564[22] – 1921[23]
- Krzyż Niepodległości  – 13 kwietnia 1931 „za pracę w dziele odzyskania niepodległości”[24][25]
- Krzyż Kawalerski Orderu Odrodzenia Polski – 11 listopada 1934 „za zasługi w służbie wojskowej”[26][27]
- Krzyż Walecznych trzykrotnie[28]
- Złoty Krzyż Zasługi po raz drugi – 11 listopada 1938 „za zasługi w służbie ochrony pogranicza”[29]
- Złoty Krzyż Zasługi po raz pierwszy – 10 listopada 1928 „w uznaniu zasług, położonych w poszczególnych działach pracy dla wojska”[30][28]
- Medal Pamiątkowy za Wojnę 1918–1921
- Medal Dziesięciolecia Odzyskanej Niepodległości
- Srebrny Medal za Długoletnią Służbę
- Brązowy Medal za Długoletnią Służbę
- Odznaka Pamiątkowa Generalnego Inspektora Sił Zbrojnych – 12 maja 1936
- francuski Medal Pamiątkowy Wielkiej Wojny[31][32]
- Medal Zwycięstwa[31][32]